# امباکومبارا
امباکومبارا (به لاتین: Ambakumbura) یک منطقهٔ مسکونی در سری‌لانکا است که در استان مرکزی (سری‌لانکا) واقع شده‌است.